# Spoorlijn Neufchâteau - Épinal
De Spoorlijn Neufchâteau - Épinal is een Franse spoorlijn van Neufchâteau naar Épinal. De deels opgebroken lijn was in totaal 76,2 km lang en heeft als lijnnummer 030 000.

## Geschiedenis
De spoorlijn werd door de Chemins de fer de l'Est geopend op 28 december 1878. Tegelijk met het opheffen van het personenvervoer werden in 1989  de gedeeltes tussen Gironcourt en Mirecourt en tussen Hymont en Épinal gesloten en opgebroken. Tussen Neufchâteau en Gironcourt is de lijn nog in gebruik als aansluiting voor de in Gironcourt gevestigde glasfabriek.

## Treindiensten
De lijn is alleen in dienst voor goederenvervoer.

## Aansluitingen
In de volgende plaatsen is of was er een aansluiting op de volgende spoorlijnen:
Neufchâteau
RFN 024 300, raccordement van Neufchâteau
RFN 026 000, spoorlijn tussen Bologne en Pagny-sur-Meuse
RFN 027 000, spoorlijn tussen Nançois-Tronville en Neufchâteau
RFN 032 000, spoorlijn tussen Culmont-Chalindrey en Toul
Mirecourt
RFN 040 000, spoorlijn tussen Jarville-la-Malgrange en Mirecourt
Hymont-Mattaincourt
RFN 035 000, spoorlijn tussen Merrey en Hymont-Mattaincourt
RFN 035 306, raccordement van Hymont-Mattaincourt
Darnieulles-Uxegney
RFN 051 000, spoorlijn tussen Jussey en Darnieulles-Uxegney
RFN 051 306, raccordement van Darnieulles
Épinal
RFN 042 000, spoorlijn tussen Blainville-Damelevières en Lure
RFN 060 000, spoorlijn tussen Épinal en Bussang